# بی‌بی (خواننده)
کیم هیونگ سو (کره‌ای: 김형서؛ زادهٔ ۲۷ سپتامبر ۱۹۹۸) که به‌طور حرفه‌ای با نام بی‌بی (کره‌ای: 비비) شناخته می‌شود، خواننده و بازیگر اهل کره جنوبی است. بی‌بی در سال ۲۰۱۸ در برنامه د فن حضور پیدا کرد و نفر دوم شد. در سال ۲۰۲۲، او نخستین آلبوم استودیویی خود را با نام Lowlife Princess: Noir منتشر کرد.

## ترانه‌شناسی

### آلبوم‌های استودیویی
| عنوان                  | جزئیات                                                                                  | بهترین موقعیت جدول | فروش                |
| عنوان                  | جزئیات                                                                                  | کره جنوبی          | فروش                |
| ---------------------- | --------------------------------------------------------------------------------------- | ------------------ | ------------------- |
| Lowlife Princess: Noir | - انتشار: ۱۸ نوامبر ۲۰۲۲ - ناشر: کاکائو انترتینمنت - فرمت: سی‌دی، دانلود دیجیتال، استریم | ۷                  | - کره جنوبی: ۱۷٬۹۷۱ |

## فیلم‌شناسی

### فیلم
| سال  | عنوان                    | نقش       | توضیحات   | منابع |
| ---- | ------------------------ | --------- | --------- | ----- |
| ۲۰۲۱ | راهروهای نجواگر ۶: زمزمه | جه یون    |           | [ ۶ ] |
| ۲۰۲۳ | فانتوم                   | منشی جدید | حضور ویژه | [ ۷ ] |
| ۲۰۲۳ | ناامید                   | ها یون    |           | [ ۸ ] |

### مجموعه تلویزیونی
| سال  | عنوان        | نقش        | توضیحات | منابع |
| ---- | ------------ | ---------- | ------- | ----- |
| ۲۰۲۴ | کشیش بی‌اعصاب | کو جا یونگ | فصل ۲   | [ ۹ ] |

### مجموعه اینترنتی
| سال  | عنوان             | نقش        | منابع  |
| ---- | ----------------- | ---------- | ------ |
| ۲۰۲۳ | بدترین شیطان      | لی هه ریون | [ ۱۰ ] |
| ۲۰۲۴ | روی پنهان گانگنام | کیم جه هی  | [ ۱۱ ] |

### برنامه تلویزیونی
| سال       | عنوان | نقش        | توضیحات | منابع |
| --------- | ----- | ---------- | ------- | ----- |
| ۲۰۱۸–۲۰۱۹ | د فن  | شرکت کننده | نفر دوم | [ ۲ ] |

### برنامه اینترنتی
| سال       | عنوان               | نقش               | توضیحات | منابع         |
| --------- | ------------------- | ----------------- | ------- | ------------- |
| ۲۰۲۱–۲۰۲۲ | کلاس معمای دبیرستان | عضو گروه بازیگران | فصل ۱–۲ | [ ۱۲ ] [ ۱۳ ] |
| ۲۰۲۲      | شکار جادوگر ۲۰۲۲    | میزبان            |         | [ ۱۴ ]        |